# Gemeiner Dungkugelkäfer
Der Gemeine Dungkugelkäfer (Sphaeridium scarabaeoides) ist ein Käfer aus der Familie der Wasserkäfer (Hydrophilidae).

## Merkmale
Die Käfer erreichen eine Körperlänge von etwa 5,7 Millimetern und haben für Wasserkäfer eine relativ farbige Zeichnung. Ihr schwarz glänzender Körper trägt in der ersten Hälfte der Deckflügel (Elytren) je einen schräg sitzenden, roten (Subhumeral)-Fleck und hat zudem an den Deckflügelspitzen je einen gelben, gezackten Fleck. Diese Apikalflecken können entlang des Flügelrandes bis zur Mitte der Elytren reichen. Die Subhumeralflecken können auch fehlen, selten zusätzlich auch die Apikalflecken. Die Basis des manchmal seitlich rotgelb gerandeten Halsschildes ist beidseits schwach ausgebuchtet. Die Fühler und Palpen sind dunkelbraun gefärbt, die Basis der Schienen (Tibiae) und auch die Tarsen sind rostrot gefärbt, manchmal sind die Tarsen etwas dunkler. Die Vorderbeine der Männchen haben das erste bis vierte Tarsenglied verbreitert und einen großen, gebogenen Zahn an der Außenseite der Schienen.

### Ähnliche Arten
- Sphaeridium lunatum

## Vorkommen
Die Tiere kommen in der Paläarktis, nördlich bis nach Lappland und auch auf den Britischen Inseln vor. Sie leben an Kot, insbesondere in dem von Rindern und Pferden, manchmal auch an verrottendem Pflanzenmaterial. Die Weibchen legen ihre Eier direkt in den Kot ab und spinnen ein Gespinst zum Schutz um sie. Die Larven leben und entwickeln sich dann im Mist.